# Arpheuilles-Saint-Priest
 Arpheuilles-Saint-Priest  là một xã ở tỉnh Allier thuộc miền trung nước Pháp.

## Hành chính
| Danh sách các thị trưởng               |                  |                   |      |         |
| Giai đoạn                              | Giai đoạn        | Tên               | Đảng | Tư cách |
| tháng 3 năm 2001                       | tháng 3 năm 2008 | Georges Liconnet  |      |         |
| tháng 3 năm 2008                       |                  | Jean-Paul Lamoine |      |         |
| Tất cả các dữ liệu trước đây không rõ. |                  |                   |      |         |

## Biến động dân số
| 1836                                         | 1962 | 1968 | 1975 | 1982 | 1990 | 1999 |
| -------------------------------------------- | ---- | ---- | ---- | ---- | ---- | ---- |
| 500                                          | 382  | 401  | 358  | 321  | 334  | 307  |
| Số liệu từ năm 1968: Dân số không tính trùng |      |      |      |      |      |      |